# إمي الخنك (آيت وسيف وتلامت)
إمي الخنك هو دُوَّار يقع بجماعة إدا وڭيلال، إقليم تارودانت، جهة سوس ماسة في المملكة المغربية. ينتمي الدوّار لمشيخة آيت وسيف وتلامت التي تضم 27 دوار. يقدر عدد سكانه بـ 10 نسمة حسب الإحصاء الرسمي للسكان والسكنى لسنة 2004.

## روابط خارجية
- البوابة الوطنية للجماعات الترابية
- المندوبية السامية للتخطيط